# Тиоцианат меди(I)

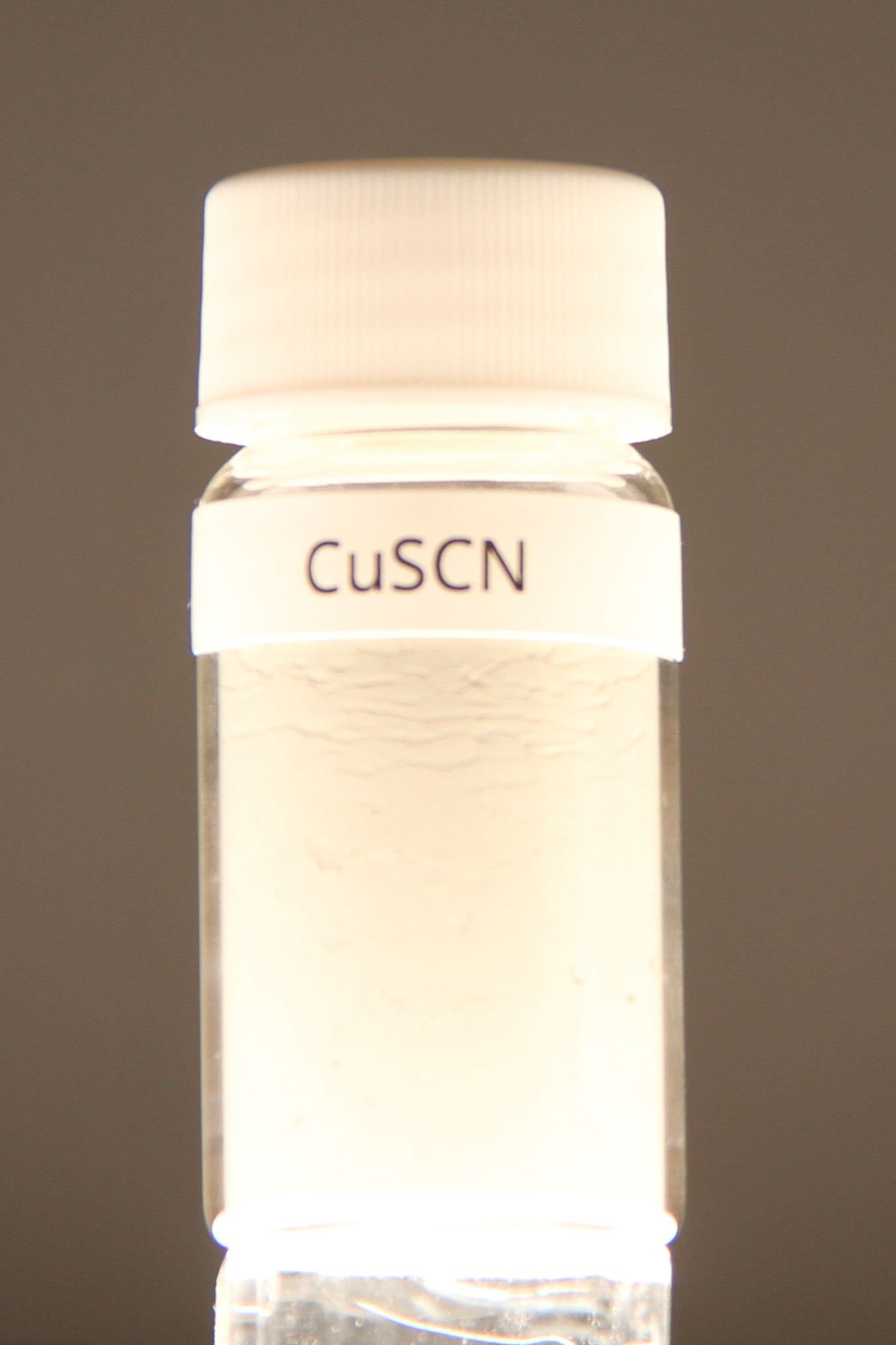
Чистый коммерческий тиоцианат меди в виале

Тиоцианат меди(I) — неорганическое соединение, 
соль металла меди и роданистоводородной кислоты с формулой CuSCN,
белый порошок,
не растворяется в воде.

## Получение
- Действие тиоцианата калия на растворимые соли меди(II) в присутствии восстановителей:

{\displaystyle {\mathsf {2CuSO_{4}+2KSCN+SO_{2}+2H_{2}O\ {\xrightarrow {}}\ 2CuSCN\downarrow +2KHSO_{4}+H_{2}SO_{4}}}}

## Физические свойства
Тиоцианат меди(I) образует белый порошок. Белый цвет характерен для водных взвесей и их высушенных осадков. Однако при измельчении белого корочкообразного осадка образуется аморфный светлый сероватого оттенка порошок. Он практически не растворяется в воде.

## Химические свойства
- Растворяется в растворах тиоцианатов щелочных металлов:

{\displaystyle {\mathsf {CuSCN+CsSCN\ {\xrightarrow {}}\ Cs[Cu(SCN)_{2}]}}}
{\displaystyle {\mathsf {CuSCN+6KSCN\ {\xrightarrow {}}\ K_{6}[Cu(SCN)_{7}]}}}